# Aron Ra
Aron Ra (anciennement L. Aron Nelson, né le 15 octobre 1962) est un auteur, podcasteur et militant athée américain. Ra est l'hôte du podcast Ra-Men,,, et directeur régional d'American Atheists. Il avait auparavant été président de l'Alliance internationale athée, et s'est présenté comme candidat démocrate au siège du Sénat du district 2 du Texas.

## Biographie

### Jeunesse et études
Aron Ra est né à Kingman, en Arizona, et a été baptisé mormon. Malgré son éducation religieuse, il déclare qu'il est sceptique depuis son plus jeune âge.
Il étudie la paléontologie à l'Université du Texas à Dallas.

### Carrière
Critique du théisme et du créationnisme, et défenseur de l'inclusion de l'évolution dans les programmes d'études scientifiques,,,, Ra produit des vidéos YouTube sur les sujets du scepticisme, de la libre pensée et de l'athéisme.
Il participe à des débats en direct avec des créationnistes Jeune-Terre, y compris Ray Comfort, et présente des conférences sur le scepticisme en Europe,,. En tant que membre de l'Unholy Trinity, il fait une tournée aux États-Unis et en Australie avec ses collègues activistes Seth Andrews de The Thinking Atheist et Matt Dillahunty de The Atheist Experience.
Il apparaît dans les films documentaires My Week in Atheism, réalisé par John Christy, et Batman & Jesus, réalisé par Jozef K. Richards. Il a publié son premier livre, Foundational Falsehoods of Creationism, en 2016.

## Candidature politique et opinions
En mars 2017, Ra a démissionné de son poste de président de l'Alliance internationale athée pour se présenter au Sénat du Texas contre le président républicain Bob Hall,,. Premier candidat démocrate à briguer le siège du district 2 depuis 2002, il a abandonné la course après avoir échoué à obtenir l'approbation du Parti démocrate.